# G-Stone Recordings

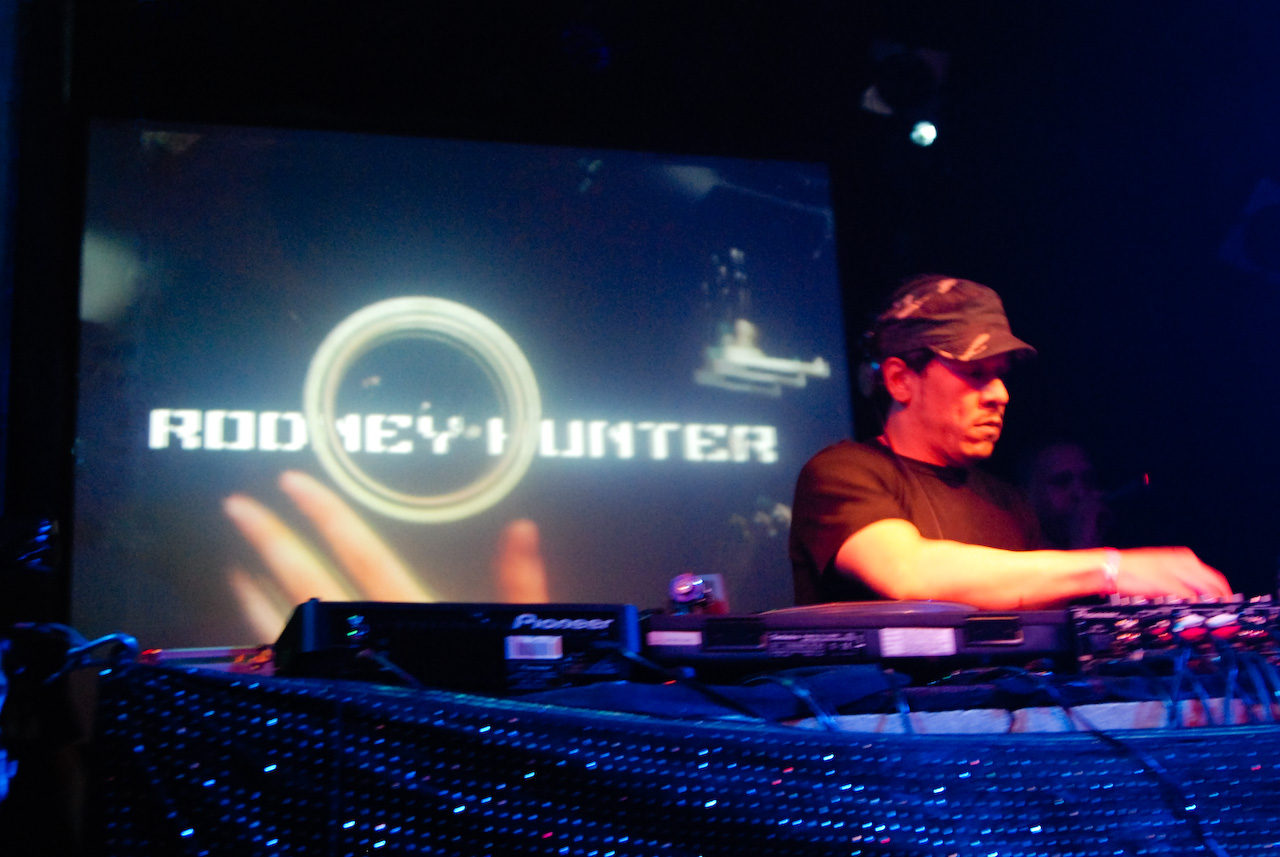
Rodney Hunter (2008) in Graz

G-Stone Recordings, oder kurz G-Stone, war ein 1994 gegründetes, unabhängiges österreichisches Plattenlabel. Es wurde von den beiden Wiener Musikproduzenten und DJs Richard Dorfmeister und Peter Kruder betrieben.

## Geschichte
Der Name des Labels leitet sich von der Adresse des damaligen Kruder & Dorfmeister-Studios in der Grundsteingasse im 16. Wiener Gemeindebezirk ab. Es verzeichnet seitdem über 100 Veröffentlichungen auf CD, LP und 12″-Single. 

## Künstler
Neben Peter Kruder und Richard Dorfmeister veröffentlichten mehrere ihnen nahestehende Künstler und Projekte ihre Werke auf G-Stone Recordings.
Dazu zählten:
- Kruder & Dorfmeister (Peter Kruder, Richard Dorfmeister)
- Tosca (Richard Dorfmeister, Rupert Huber)
- Peace Orchestra (Peter Kruder)
- Stereotyp
- DJ DSL
- Rodney Hunter
- Dub Club (Flex)
- Makossa
- Urbs
- Megablast
- Gü-Mix